# Elecciones municipales de Chachapoyas de 1986
Las elecciones municipales de Chachapoyas de 1986 se llevaron a cabo el 9 de noviembre de 1986 para elegir al alcalde y al Concejo Provincial de Chachapoyas para el periodo 1987-1989. La elección se celebró simultáneamente con elecciones municipales en todo el país.
El Partido Aprista Peruano consolidó su hegemonía en la provincia al alcanzar su segunda victoria consecutiva. Humberto Marín Jiménez, quien hasta entonces se desempeñaba como primer regidor en el concejo provincial, fue elegido alcalde con un porcentaje histórico: casi dos tercios de los votos válidos, un récord que ninguna otra candidatura ha superado hasta la fecha. En términos absolutos, el número de votos obtenidos por el aprismo se mantuvo como el más alto registrado en Chachapoyas hasta 2010, más de dos décadas después. Por su parte, Izquierda Unida alcanzó su mejor resultado en la historia electoral de la provincia, marcando también el desempeño más destacado para una fuerza de izquierda en Chachapoyas hasta 2006.
En los distritos, el Partido Aprista Peruano logró un dominio aplastante, obteniendo el control de dieciocho de los veinte concejos distritales, lo que representó la mayor victoria alcanzada por cualquier organización política en la historia electoral de la provincia. Sus triunfos incluyeron resultados abrumadores en los distritos más poblados, como La Jalca, donde superó el 90% de los votos, y Leimebamba, donde obtuvo más del 70%. Solo Izquierda Unida consiguió resistir el predominio aprista, al ganar en Montevideo y renovar su mandato en Asunción. La ausencia del accionpopulismo en estas elecciones, tanto a nivel provincial como distrital, fue un factor determinante que facilitó el éxito aprista.

## Sistema electoral
La Municipalidad Provincial de Chachapoyas es el órgano administrativo y de gobierno de la provincia de Chachapoyas. Está compuesta por el alcalde y el Concejo Provincial.
La votación del alcalde y el concejo se realiza en base al sufragio universal, que comprende a todos los ciudadanos nacionales mayores de dieciocho años, empadronados y residentes en la provincia de Chachapoyas y en pleno goce de sus derechos políticos, así como a los ciudadanos no nacionales residentes y empadronados en la provincia de Chachapoyas.
El Concejo Provincial de Chachapoyas está compuesto por 19 regidores elegidos por sufragio directo para un período de tres (3) años, en forma conjunta con la elección del alcalde (quien lo preside). La votación es por lista cerrada y bloqueada. Se asigna a la lista ganadora los escaños según el método d'Hondt o la mitad más uno, lo que más le favorezca. Es elegido como alcalde el candidato que ocupe el primer lugar de la lista que haya obtenido la más alta votación.

## Composición del Concejo Provincial de Chachapoyas
La siguiente tabla muestra la composición del Concejo Provincial de Chachapoyas antes de las elecciones.
| Partidos | Partidos                  | Regidores |
| -------- | ------------------------- | --------- |
|          | Partido Aprista Peruano   | 11        |
|          | Acción Popular            | 3         |
|          | Partido Popular Cristiano | 3         |
|          | Izquierda Unida           | 2         |

## Partidos y candidatos
A continuación se muestra una lista de los principales partidos y alianzas electorales que participaron en las elecciones:
| Candidatura | Candidatura | Partidos y alianzas | Candidatos | Candidatos                 | Ideología                                               | Resultado previo | Resultado previo | Ref. |
| Candidatura | Candidatura | Partidos y alianzas | Candidatos | Candidatos                 | Ideología                                               | Votos (%)        | Reg.             | Ref. |
| ----------- | ----------- | --- | ---------- | -------------------------- | ------------------------------------------------------- | ---------------- | ---------------- | ---- |
|             | APRA        | Lista - Partido Aprista Peruano (APRA) |            | Humberto Marín Jiménez     | Aprismo                                                 | 32.47%           | 11               |      |
|             | IU          | Lista - Izquierda Unida (IU) – Unión de Izquierda Revolucionaria (UNIR) – Partido Unificado Mariateguista (PUM) – Partido Socialista Revolucionario (PSR) – Partido Comunista Revolucionario (PCR) – Partido Comunista Peruano (PCP) – Frente Obrero Campesino Estudiantil y Popular (FOCEP) |            | Sin información disponible | Marxismo-leninismo Mariateguismo Socialismo democrático | 16.73%           | 2                |      |

## Resultados

### Sumario general
|                        |                                |              |              |              |           |           |
| Partidos y coaliciones | Partidos y coaliciones         | Voto popular | Voto popular | Voto popular | Regidores | Regidores |
| Partidos y coaliciones | Partidos y coaliciones         | Votos        | %            | ±pp          | Total     | +/−       |
|                        | Partido Aprista Peruano (APRA) | 6,450        | 66.15        | +33.68       | 11        | ±0        |
|                        | Izquierda Unida (IU)           | 4,097        | 38.85        | +22.12       | 8         | +6        |
|                        |                                |              |              |              |           |           |
| Total                  | Total                          | 10,547       |              |              | 19        | ±0        |
|                        |                                |              |              |              |           |           |
| Votos válidos          | Votos válidos                  | 10,547       | 85.62        | +2.51        |           |           |
| Votos en blanco        | Votos en blanco                | 575          | 4.67         | –1.59        |           |           |
| Votos nulos            | Votos nulos                    | 1,196        | 9.71         | –0.92        |           |           |
| Votos emitidos         | Votos emitidos                 | 12,318       | 73.25        | +21.41       |           |           |
| Abstenciones           | Abstenciones                   | 4,499        | 26.75        | –21.41       |           |           |
| Votantes registrados   | Votantes registrados           | 16,817       |              |              |           |           |
|                        |                                |              |              |              |           |           |
| Fuente:                |                                |              |              |              |           |           |

### Concejo Provincial de Chachapoyas
| Cargo                             | Autoridad electa              | Partido político | Partido político        |
| --------------------------------- | ----------------------------- | ---------------- | ----------------------- |
| Alcalde Provincial de Chachapoyas | Humberto Marín Jiménez        |                  | Partido Aprista Peruano |
| Regidor Provincial de Chachapoyas | José Meléndez Arista          |                  | Partido Aprista Peruano |
| Regidor Provincial de Chachapoyas | César Ruíz Soplin             |                  | Partido Aprista Peruano |
| Regidor Provincial de Chachapoyas | Arturo Chuquimbalqui Guevara  |                  | Partido Aprista Peruano |
| Regidor Provincial de Chachapoyas | Antonio Torrejón Vilcarromero |                  | Partido Aprista Peruano |
| Regidor Provincial de Chachapoyas | Nicanor Angulo Mendoza        |                  | Partido Aprista Peruano |
| Regidor Provincial de Chachapoyas | Guillermo Pinto Medina        |                  | Partido Aprista Peruano |
| Regidor Provincial de Chachapoyas | José Ochante Mendoza          |                  | Partido Aprista Peruano |
| Regidor Provincial de Chachapoyas | Wilmer Gutiérrez Hidalgo      |                  | Partido Aprista Peruano |
| Regidor Provincial de Chachapoyas | Carlos Salazar Mori           |                  | Partido Aprista Peruano |
| Regidor Provincial de Chachapoyas | Napoleón Caro Torrejón        |                  | Partido Aprista Peruano |
| Regidor Provincial de Chachapoyas | Gumercindo Zegarra Alva       |                  | Partido Aprista Peruano |
| Regidor Provincial de Chachapoyas | Porfirio Alvarado Santillán   |                  | Izquierda Unida         |
| Regidor Provincial de Chachapoyas | Florentino Murrieta Valdez    |                  | Izquierda Unida         |
| Regidor Provincial de Chachapoyas | Rudecindo Revilla Tafur       |                  | Izquierda Unida         |
| Regidor Provincial de Chachapoyas | Francisco Montes Chávez       |                  | Izquierda Unida         |
| Regidor Provincial de Chachapoyas | Wilman Alarcón Gutiérrez      |                  | Izquierda Unida         |
| Regidor Provincial de Chachapoyas | Beatriz Gonzales Ruiz         |                  | Izquierda Unida         |
| Regidor Provincial de Chachapoyas | Donald Díaz Garro             |                  | Izquierda Unida         |
| Regidor Provincial de Chachapoyas | Genaro Jáuregui Mendoza       |                  | Izquierda Unida         |

## Elecciones municipales distritales

### Sumario general
| Partidos y coaliciones | Partidos y coaliciones         | Voto popular | Voto popular | Voto popular | Alcaldías | Alcaldías |
| Partidos y coaliciones | Partidos y coaliciones         | Votos        | %            | ±pp          | Total     | +/−       |
| ---------------------- | ------------------------------ | ------------ | ------------ | ------------ | --------- | --------- |
|                        | Partido Aprista Peruano (APRA) | 3,948        | 72.61        | +40.13       | 18        | +12       |
|                        | Izquierda Unida (IU)           | 1,489        | 27.39        | +24.35       | 2         | +1        |
|                        |                                |              |              |              |           |           |
| Total                  | Total                          | 5,437        |              |              | 20        | ±0        |
|                        |                                |              |              |              |           |           |
| Votos válidos          | Votos válidos                  | 5,437        | 81.97        | +6.85        |           |           |
| Votos en blanco        | Votos en blanco                | 368          | 5.55         | –5.88        |           |           |
| Votos nulos            | Votos nulos                    | 828          | 12.48        | –0.97        |           |           |
| Votos emitidos         | Votos emitidos                 | 6,633        | n/a          | n/a          |           |           |
| Abstenciones           | Abstenciones                   | n/d          | n/a          | n/a          |           |           |
| Votantes registrados   | Votantes registrados           | n/d          |              |              |           |           |
|                        |                                |              |              |              |           |           |
| Fuente:                |                                |              |              |              |           |           |

### Resultados por distrito
Las siguientes tablas enumeran el control de los distritos de la provincia de Chachapoyas. El cambio de mando de una organización política se resalta del color de ese partido.
| Distrito                | Alcalde(sa) titular           | Partido político | Partido político          | Alcalde(sa) electo(a)         | Partido político | Partido político        |
| ----------------------- | ----------------------------- | ---------------- | ------------------------- | ----------------------------- | ---------------- | ----------------------- |
| Asunción                | Luis Camus Rojas              |                  | Izquierda Unida           | Luis Camus Rojas              |                  | Izquierda Unida         |
| Balsas                  | Julio Burga Sánchez           |                  | Acción Popular            | José Tridado Terrones         |                  | Partido Aprista Peruano |
| Cheto                   | Amasias Huamán Rojas          |                  | Acción Popular            | Eudocio Maldonado Montoya     |                  | Partido Aprista Peruano |
| Chiliquín               | César Bobadilla Chuquimbalqui |                  | Acción Popular            | Alejandro Santillán Santillán |                  | Partido Aprista Peruano |
| Chuquibamba             | Felipe Vergaray Ocampo        |                  | Acción Popular            | Elpidio Zabaleta Portal       |                  | Partido Aprista Peruano |
| Granada                 | Pedro Pilco Huamán            |                  | Acción Popular            | Manuel Chasquivol Culqui      |                  | Partido Aprista Peruano |
| Huancas                 | Lucas Vilca Herrera           |                  | Partido Aprista Peruano   | Mauro Inga Culqui             |                  | Partido Aprista Peruano |
| La Jalca                | Calendario Culqui Huamán      |                  | Partido Aprista Peruano   | Alfonso Mendoza Trauco        |                  | Partido Aprista Peruano |
| Leimebamba              | Félix Escobedo Delgado        |                  | Partido Aprista Peruano   | César Hidalgo Vega            |                  | Partido Aprista Peruano |
| Levanto                 | Filiberto Inga Huamán         |                  | Partido Aprista Peruano   | Eutimio Huamán Mas            |                  | Partido Aprista Peruano |
| Magdalena               | José Soplín Salón             |                  | Partido Aprista Peruano   | Santiago Ruiz Tello           |                  | Partido Aprista Peruano |
| Mariscal Castilla       | Leonidas Yoplac Montoya       |                  | Partido Popular Cristiano | Alejandro Vigo Damacen        |                  | Partido Aprista Peruano |
| Molinopampa             | Arturo Serván Trigoso         |                  | Acción Popular            | Dionisio Cruz Jaramillo       |                  | Partido Aprista Peruano |
| Montevideo              | Ildefonso Rojas Loja          |                  | Acción Popular            | Solano Epquin Loja            |                  | Izquierda Unida         |
| Olleros                 | Roger Inga Sopla              |                  | Partido Popular Cristiano | Alfredo Vargas Mixan          |                  | Partido Aprista Peruano |
| Quinjalca               | Juanate Culqui Mirano         |                  | Acción Popular            | Amado Canlla Pinedo           |                  | Partido Aprista Peruano |
| San Francisco de Daguas | Benjamín Rojas Tejada         |                  | Acción Popular            | Francisco Loja Santillán      |                  | Partido Aprista Peruano |
| San Isidro de Maino     | Víctor Vásquez Chávez         |                  | Partido Aprista Peruano   | Hugo Salón Salón              |                  | Partido Aprista Peruano |
| Soloco                  | Wilfredo Montoya Loja         |                  | Acción Popular            | Salvador Tuesta Castillo      |                  | Partido Aprista Peruano |
| Sonche                  | Pedro Reátegui Perea          |                  | Acción Popular            | Eduardo Ruiz Rojas            |                  | Partido Aprista Peruano |